# بوردا سبورت
بوردا سبورت هي شركة متخصصة في تصنيع السلع الرياضية. منذ عام 2007، أصبحت بوردا المورد والشريك للعديد من الأندية والفرق الوطنية في [[كرة القدم]ي، الرجبي، كرة اليد والفورمولا 1، وخاصة في أوروبا والشرق الأوسط.

## التاريخ
تم إطلاق بوردا سبورت في عام 2006 ، وهي مملوكة لشركة بيلاتوس سبورتس السويسرية، المرتبطة بصندوق استثمار قطري.

## الرعاية

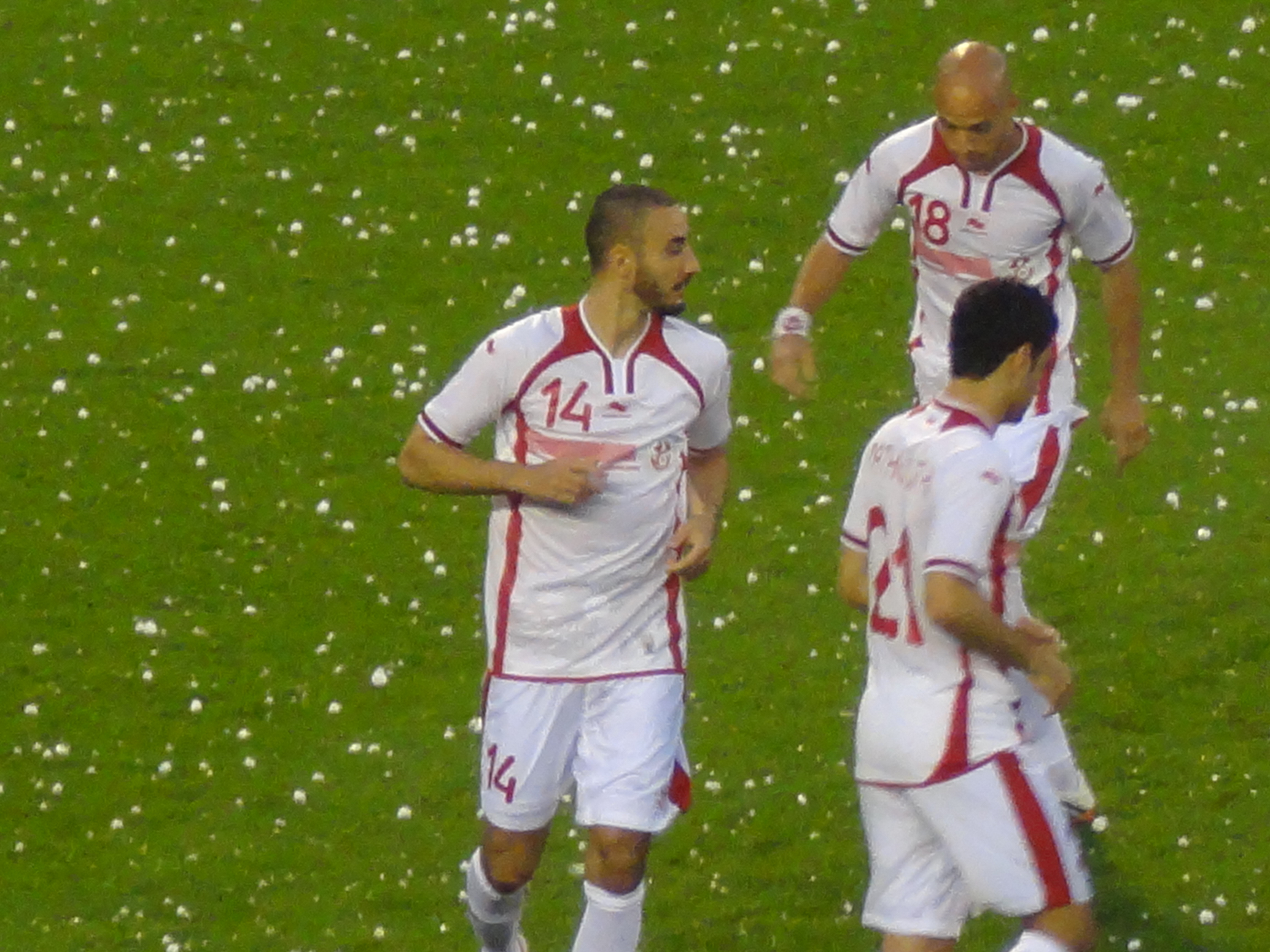
لاعبو المنتخب التونسي يرتدون الطقم لسنة 2015

### كرة القدم
في كرة القدم، بوردا سبورت هي شريك مع أندية مثل نادي السد الرياضي في قطر ونادي نيس سابقًا، وكذلك مع المنتخب التونسي. بوردا سبورت أيضا روزدت منتخب بلجيكا خلال كأس العالم 2014 في البرازيل ومنتخب تونس في كأس الأمم الأفريقية 2015.

### الرغبي
في لعبة الرغبي، تزود بوردا سبورت بشكل خاص نادي قديسي نورثامبتون ونادي سكارلتس في بريطانيا العظمى، بالإضافة إلى أولمبياد بياريتز إقليم الباسك في فرنسا.